# فيليكس مولر
فيليكس مولر (بالألمانية: Felix Müller)‏ (27 يناير 1993 رودآلبن ألمانيا - ) هو لاعب كرة قدم ألماني يلعب كلاعب وسط.

## روابط خارجية
- فيليكس مولر على موقع قاعدة بيانات كرة القدم.إي يو (الإنجليزية)
- فيليكس مولر على موقع Soccerway.com (الإنجليزية)
- فيليكس مولر على موقع عالم كرة القدم.نت (الإنجليزية)